# Паншвиц-Кукау
Паншвиц-Кукау или Панчице-Куко(њем. Panschwitz-Kuckau, глсрп. Pančicy-Kukow) општина је у њемачкој савезној држави Саксонија. Једно је од 63 општинска средишта округа Бауцен. Посједује регионалну шифру (AGS) 14625440.

## Географски и демографски подаци
Општина се налази на надморској висини од 190 метара. Површина општине износи 23,4 km². У самом мјесту је, према процјени из 2010. године, живјело 2.190 становника. Просјечна густина становништва износи 94 становника/km².